# Зима, Павел Иванович
Па́вел Ива́нович Зима́ (6 октября 1911, Луганск, Екатеринославская губерния — 2 мая 1994, Орехово-Зуево, Московская область) — советский промышленный деятель.

## Биография
Павел Зима родился в 1911 году в Луганске. Окончил в возрасте 19 лет Луганский машиностроительный техникум. Чуть больше года работал техником-конструктором конструкторского бюро Мосгипромаш Луганска, потом — техником-конструктором Луганского паровозостроительного завода имени Октябрьской революции, затем в той же должности работал на патронном заводе № 60 Наркомата вооружения СССР.
Незадолго до начала Великой Отечественной войны Павел Зима получил диплом об окончании Одесского индустриального института. Война ещё теснее связала судьбу 28-летнего украинца с подмосковным Орехово-Зуево.
В течение четырёх лет (до 1943 года) Зима занимал должность начальника конструкторской группы Завода кислородных приборов «Респиратор». С 1943 по 1952 год он был техническим инспектором Министерства авиационной промышленности СССР на «Респираторе». В то время разрабатывался один из первых отечественных аппаратов искусственной вентиляции лёгких (АИД-1), кислородной и карбогенной терапии (ИП-1). Для разработки отечественной кислородной дыхательной аппаратуры в Орехово-Зуево было создано СКБ-КДА — «Специальное конструкторское бюро по проектированию кислородных дыхательных приборов и аппаратуры». Постановлением Совета министров СССР № 408—195 от 11 февраля 1953 года было поручено: «построить в 1953—1956 гг. в г. Орехово-Зуево здание для Специального конструкторского бюро кислородно-дыхательных приборов и аппаратуры; возложить на СКБ-КДА проектирование, исследование и испытание кислородно-дыхательных приборов и аппаратуры, а также изготовление опытных образцов этих изделий; организовать при СКБ-КДА производственно-экспериментальную базу и центральную испытательную станцию». Государственную регистрацию предприятие получило 28 июля 1953 года.
С 1955 по 1956 год Зима — главный инженер СКБ-КДА, с марта 1956 по август 1958 года он работал директором завода «Респиратор» и по совместительству начальником СКБ-КДА (на этой должности он сменил Павла Григорьевича Адамова), а с августа 1958 по декабрь 1986 года Зима был первым главным конструктором СКБ-КДА. Его заместителем был Станислав Яковлевич Репин.
Павел Иванович Зима умер 2 мая 1994 года.

## Деятельность
Под руководством Павла Ивановича Зимы с 1957 по 1961 год было разработано и освоено в серийном производстве большое количество комплектов кислородно-дыхательной аппаратуры индивидуальных систем жизнеобеспечения лётного состава боевой и военно-транспортной авиации на высотах до 50 км километров. 12 апреля 1961 года был разработан комплект КП-60 (1960—1961), обеспечивший жизнь космонавту Юрию Гагарину во время орбитального полёта. В 1964 году был разработан комплект КП-55, позволивший космонавту Алексею Леонову впервые в мире 18 марта 1965 года совершить первый выход в открытый космос, а затем вернуться в космический корабль.
Период руководства П. И. Зимы был отмечен как «весьма плодотворный и успешный в решении задач, стоявших перед коллективом по развитию авиации, космонавтики, военно-морского флота». Успешно была решена задача снабжения реактивной авиации кислородно-дыхательной аппаратурой, созданы комплекты кислородного оборудования, обеспечившие первый полёт человека в космос и выход в открытый космос, разработаны средства спасения затонувших подводных лодок и водолазов на больших глубинах, принятые на снабжение ВМФ.
В 1958 году орехово-зуевские конструкторы, под председательством Павла Ивановича, разработали первые отечественные акваланги АВМ-1, с помощью которого стала возможна сложная подводная съёмка в художественном фильме 1961 года «Человек-амфибия».
В 1959 году был разработан аппарат тактического плавания ТП для глубин до 40 метров, который использовался разведывательными подразделениями ВМФ на средствах передвижения типа «Сирена». В 1960 году была создана аппаратура ИСП-60 для спасения с подводной лодки методом свободного всплытия с глубиной применения до 160 метров. Оборудование послужило основой для дальнейшего развития. В 1961 году в Орехово-Зуево был выпущен комплект кислородных аппаратов КП-52М, положивший начало новому поколению авиационных кислородных аппаратов.

## Семья
Жена — Елена (умерла в 1989 году), работала в Орехово-Зуевском конструкторском бюро. Дети — Александр (умер в 2011 году) и Татьяна — инженеры-конструкторы НПП «Звезда».

## Память
- На стене дома № 2 по улице Гагарина, где более 50 лет жил Зима, установлена мемориальная доска. В квартире главного конструктора часто бывали известные космонавты, такие как Алексей Леонов, Павел Попович, Пётр Климук, Юрий Романенко[2].
- В честь Зимы назван один из проездов в Орехово-Зуево[3].

## Награды
- Орден Октябрьской Революции;
- Орден Трудового Красного Знамени — дважды;
- Медаль «За доблестный труд в Великой Отечественной войне 1941—1945 гг.»[4].